# Benzylpenicillin-Benzathin
Benzylpenicillin-Benzathin oder Benzathin-Benzylpenicillin (auch Benzathin-Penicillin) ist ein Arzneistoff und ein Salz des Benzylpenicillins (Penicillin G). Es wird unter anderem zur Langzeitbehandlung von Syphilis und zur Prophylaxe vor einem Krankheitsrückfall bei rheumatischem Fieber eingesetzt.
Durch die Salzbildung mit N,N-Dibenzylethylendiamin entsteht eine nur sehr schwer wasserlösliche Verbindung („Depotpenicillin“), die nach intramuskulärer Injektion im Gewebedepot langsam zum pharmakologisch wirksamen Benzylpenicillin hydrolysiert und dann resorbiert wird. Je nach Dosierung und Erregerempfindlichkeit lassen sich therapeutisch wirksame Serumspiegel über mindestens zwei Wochen aufrechterhalten.
Das Antibiotikum wurde 1953 von der Firma Wyeth patentiert. Heute ist der Wirkstoff als Generikum im Handel. 1977 wurde Benzylpenicillin-Benzathin in die Liste der unentbehrlichen Arzneimittel der Weltgesundheitsorganisation aufgenommen.

## Fertigarzneimittel
Tardocillin (D), Pendysin (D)